# Didier Ovono
Didier Janvier Ovono Ebang (ur. 23 stycznia 1983 w Port-Gentil) – piłkarz gaboński grający na pozycji bramkarza.

## Kariera klubowa
Karierę piłkarską Ovono rozpoczął w klubie Petrosport FC wywodzącym się z jego rodzinnego miasta Port-Gentil. W jego barwach zadebiutował gabońskiej Championnat National w 1999 roku. W 2001 roku odszedł do AS Mangasport z miasta Moanda. Tam grał przez dwa sezony, a w 2004 roku został piłkarzem Sogéa FC, w którym występował przez półtora roku.
Latem 2005 roku Ovono wyjechał z Gabonu do salwadorskiego Alianza San Salvador. Przez rok był podstawowym bramkarzem tego klubu. W 2006 roku trafił do portugalskiego FC Paços de Ferreira, jednak przez rok nie zaliczył debiutu w portugalskiej ekstraklasie. Latem 2007 odszedł do gruzińskiego Dinamo Tbilisi, gdzie był pierwszym bramkarzem. W 2008 roku wywalczył z nim mistrzostwo Gruzji, a w 2009 roku zdobył Puchar Gruzji.
22 czerwca 2009 roku Ovono podpisał trzyletni kontrakt z francuskim Le Mans FC. 22 sierpnia zadebiutował w Ligue 1 w wygranym 2:1 domowym spotkaniu z AS Nancy. Następnie grał w FC Sochaux, KV Oostende i Paris FC, a w 2021 trafił do FCSR Haguenau.
| Sezon   | Klub                 | Kraj       | Rozgrywki              | Mecze | Bramki | Rozgrywki Europy   | Mecze | Bramki |
| ------- | -------------------- | ---------- | ---------------------- | ----- | ------ | ------------------ | ----- | ------ |
| 1999    | Petrosport FC        | Gabon      | National               | ?     | ?      | –                  | –     | –      |
| 2000    | Petrosport FC        | Gabon      | National               | ?     | ?      | –                  | –     | –      |
| 2001    | Petrosport FC        | Gabon      | National               | ?     | ?      | –                  | –     | –      |
| 2002    | AS Mangasport        | Gabon      | National               | ?     | ?      | –                  | –     | –      |
| 2003    | AS Mangasport        | Gabon      | National               | ?     | ?      | –                  | –     | –      |
| 2004    | Sogéa FC             | Gabon      | National               | ?     | ?      | –                  | –     | –      |
| 2005    | Sogéa FC             | Gabon      | National               | ?     | ?      | –                  | –     | –      |
| 2005/06 | Alianza San Salvador | Salwador   | Primera División       | 36    | 0      | –                  | –     | –      |
| 2006/07 | FC Paços de Ferreira | Portugalia | Primeira Liga          | 0     | 0      | –                  | –     | –      |
| 2007/08 | Dinamo Tbilisi       | Gruzja     | Umaglesi Liga          | 22    | 0      | Liga Europy UEFA   | 1     | 0      |
| 2008/09 | Dinamo Tbilisi       | Gruzja     | Umaglesi Liga          | 27    | 0      | Liga Mistrzów UEFA | 4     | 0      |
| 2009/10 | Le Mans FC           | Francja    | Ligue 1                | 32    | 0      | –                  | –     | –      |
| 2010/11 | Le Mans FC           | Francja    | Ligue 2                | 38    | 0      | –                  | –     | –      |
| 2011/12 | Le Mans FC           | Francja    | Ligue 2                | 11    | 0      | –                  | –     | –      |
| 2012/13 | FC Sochaux           | Francja    | Ligue 1                | 0     | 0      | –                  | –     | –      |
| 2013/14 | KV Oostende          | Belgia     | Eerste klasse          | 17    | 0      | –                  | –     | –      |
| 2014/15 | KV Oostende          | Belgia     | Eerste klasse          | 33    | 0      | –                  | –     | –      |
| 2015/16 | KV Oostende          | Belgia     | Eerste klasse          | 30    | 0      | –                  | –     | –      |
| 2016/17 | KV Oostende          | Belgia     | Eerste klasse          | 7     | 0      | –                  | –     | –      |
| 2017/18 | Paris FC             | Francja    | Ligue 2                | 2     | 0      | –                  | –     | –      |
| 2018/19 | Paris FC             | Francja    | Ligue 2                | 0     | 0      | –                  | –     | –      |
| 2020/21 | FCSR Haguenau        | Francja    | Championnat National 2 | 0     | 0      | –                  | –     | –      |

Stan na: sezon 2021/2022.

## Kariera reprezentacyjna
W reprezentacji Gabonu Ovono zadebiutował w 2005 roku. Występował z nim w eliminacjach do MŚ w Niemczech, Pucharu Narodów Afryki 2006, Pucharu Narodów Afryki 2008, a następnie był pierwszym bramkarzem kadry w kwalifikacjach do MŚ w RPA i Pucharu Narodów Afryki 2010. W 2010 roku został powołany do kadry na ten drugi turniej.